# Nipponidion okinawense
Espèce
Nipponidion okinawense est une espèce d'araignées aranéomorphes de la famille des Theridiidae.

## Distribution
Cette espèce est endémique de l'archipel Nansei au Japon,. Elle se rencontre sur Okinawa.

## Description

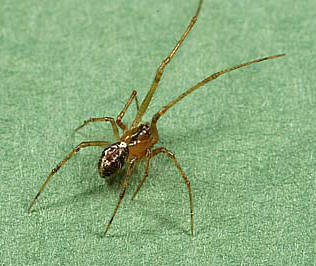
Nipponidion okinawense ♂

La femelle holotype mesure 3,32 mm et le mâle paratype 2,47 mm, les mâles mesurent de 2,11 à 2,47 mm et les femelles de 2,84 à 3,53 mm.

## Étymologie
Son nom d'espèce, composé de okinaw[a] et du suffixe latin -ensis, « qui vit dans, qui habite », lui a été donné en référence au lieu de sa découverte, Okinawa.

## Publication originale
- Yoshida, 2001 : A revision of the Japanese genera and species of the subfamily Theridiinae (Araneae: Theridiidae). Acta Arachnologica, vol. 50, p. 157-181 (texte intégral).